# عبد الباسط الساروت
عبد الباسط ممدوح الساروت (1 يناير/كانون الثاني 1992 - 8 حزيران/يونيو 2019) هوَ منشد سوري ثوري والحارس السابق لنادي الكرامَة ومنتخب سوريا للشباب، يُعتبر أحد أبرز قادة المظاهرات التي قامت في مدينة حِمْص للمطالبة بإسقاط نظام بشار الأسد أثناء الثورة السورية. أُصيب في الاشتباكات معَ القوات النظاميّة في شمال غرب سُوريا وتوفي بعدها بيومين في 8 حزيران/يونيو 2019.

## الحياة المُبكّرة
ينحدرُ عبد الباسط من عائلة هاجرت من الجولان واستقرّت في حي البياضة بحمص والتي وُلد فيها في الأول من كانون الثاني/يناير عام 1992.
تلقّى عبد الباسط تعليمهُ في حمص، قبل أن يَكتشف مهارته في حراسة المرمى فانضمّ للدفاع عن مرمى نادِي الكرامة الشيء الذي مكّنه من الوصول لحراسة منتخب سوريا للشباب وكانَ قريبًا من الانضمام لحراسة مرمى المُنتخب الأوّل قبل قيامِ الثورة عام 2011 والتي انخرطَ فيها من خلال المُشاركة في الاحتجاجات الأسبوعيّة التي كانت تُقام في حمص لمطالبة بشار الأسد بالرحيل. زادت شهرة عبد الباسط وشعبيّته بعدما عملَ على تأليفِ عددٍ من الأغاني والأناشيد التي كان يؤديها وسطَ الجموع في حمص وعلى رأسها أغنيّة «جنة جنة جنة يا وطنّا» ليُلقّبّ بـ «بلبل الثورة ومنشدها».

## الثورة السوريّة

### البداية
معَ بداية الاحتجاجات ضد النظام في آذار/مارس من عام 2011؛ برزَ اسمُ الساروت حيثُ شاركَ فيهَا بل قادَ أحيانًا تلكَ التظاهرات عبر أناشيده وهتافاته التي تحوّلت فيما بعد إلى أغانٍ يتغنّى بها الثوار. لم يُكمل عبد الباسط الساروت تعليمه بعدَ قيام الثورة – التي سيكونُ أحد رموزها فيما بعد – كما أعلنَ اتحاد الكرة السوري فصل اللاعب عبد الباسط من الاتحاد ومنعه من لعب كرة القدم مرة أخرى.
ظهرَ عبد الباسط مُجددًا في الموجة الثانيّة من الانتفاضة والتي قُمعت بالقوّة والعنف المُمنهج قبلَ أن يقودَ هوَ والممثلة السوريّة الأخرى فدوى سليمان التظاهرات في حمص أشهرًا طويلة حتّى بداية عام 2012. في فيديو لهُ انتشرَ على مواقع التواصل الاجتماعي؛ يقولُ الساروت إنّ الثورة سلميّة وتعددية وليست ثورة قاصرة على فئة معينة كمَا نفى اتهامات الحُكومة له بتحويل بلدته إلى «إمارة سلفية» بتمويل سعودي وبالأخص من الأمير بندر بن سلطان بن عبد العزيز آل سعود.

### العمل المُسلّح
تزايدت وتيرة قمع المظاهرات على يدِ جنود الجيش السوري كما كثرت الاعتقالات والتصفيّات فرصدَ النظام جائرة قدرها مليوني ليرة سورية (حوالي 35 ألف دولار أمريكي) لمن ينجحُ في تسليمِ الساروت لأحدِ الفروع الأمنيّة بل قامت القوات النظاميّة عينها باستهداف منزلِ عبد الباسط الساروت بالبياضة مما تسبّبَ في مقتلِ شقيقه الأكبر وليد الساروت وأولاد خالته.
تعرّضَ الساروت في الرابع عشر من ديسمبر/كانون الأول 2011 لمحاولة اغتيال نجا منها بأعجوبة وأُصيب في ساقه بعدة طلقات كمَا ظهر في تسجيل فيديو مشاركًا في إحدى التظاهرات وساقهُ لم تتعافَ بعد. بدأت الثورة تتحوّل شيئًا فشيئًا إلى صراعٍ مسلحٍ بعد الحِصار الذي فُرض على عددٍ من البلدات والمدن وبعدَ استهداف الجيش السوري بالأسلحة الثقيلة والدبابات منازل المدنيين بدعوى وجود «عناصر إرهابيّة» داخلها؛ فأسّس الساروت كتيبة «شهداء البياضة» لحماية المدينة كما انضمَ في وقتٍ لاحقٍ إلى «فيلق حمص» الذي أُسّس لذات الغرض تقريبًا.
واصلَ الساروت كفاحهُ ضد الجيش السوري الذي كانَ قد بدأَ في الاندحار بعدَ انشقاق الكثير من ضباطه وتشكيلهم للجيش الحر الذي نجحَ في السيطرة على مساحات كبيرة من الأراضي التي سيخسرها لاحقًا بفعلِ الدعم التي تلقّاهُ النظام من عددٍ من الميليشيات الإيرانية على الأرض والدعمِ الآخر من سلاح الجو الروسي. حينَها كان الساروت لا زالَ مُشاركًا ونشطًا في الثورة وظلّ حاضرًا فيها بالرغمِ من مقتل خاله محي الدين الساروت ومن ثمّ مقتلِ شقيقه محمد الساروت أوائل العام 2013 وكذا مقتل آخرِ شقيقيهِ وهمَا أحمد وعبد الله الساروت اللذين قُتلا في 9 كانون الثاني/يناير من عام 2014.

### الجماعات الجِهاديّة

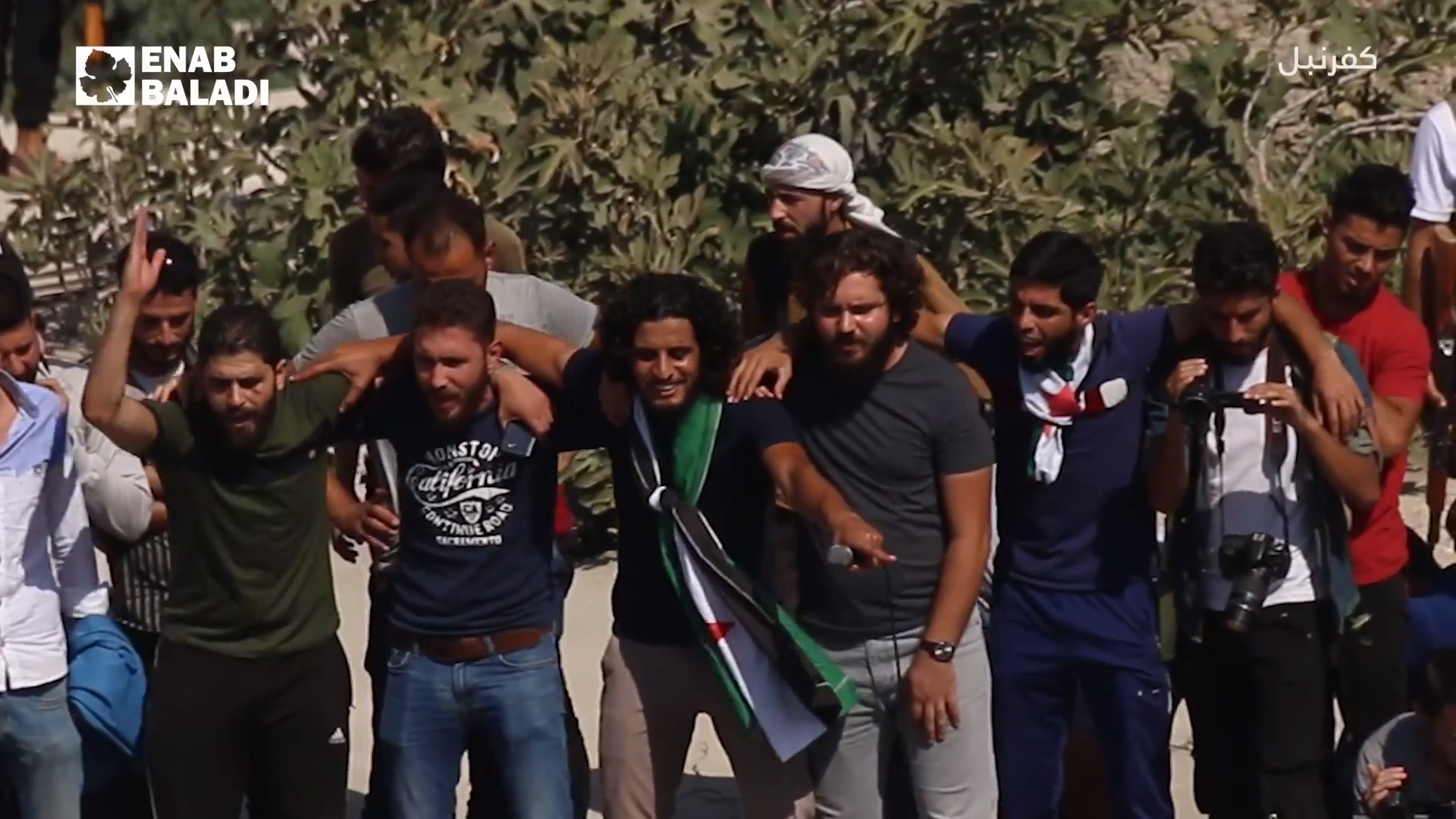
عبد الباسط الساروت خلال مظاهرة في مدينة كفرنبل شمال سوريا في الخامس من تشرين الأول/أكتوبر 2018

بحلول عام 2013؛ كانَ الجيش الحر قد أصبحَ ضعيفًا وهشًا نوعًا ما فبرزت عددٌ منَ «الجماعات الجهادية السنية» التي قاتلت النظام السوري – كما هاجمت فصائل من المُعارضة أيضًا – بهدفِ إقامة «دولة إسلاميّة» تُحكم «بالشريعة» على حدّ زعمها. تعقّد الوضعُ أكثر في ظلِّ انخراط قوى دوليّة في الحربِ الدائرة في سوريا واستغلال «الجماعات المُتشدّدة» الانفلات الأمني الحاصل لبسطِ سيطرتها هي الأخرى. حينَها كان الساروت ومن معهُ محاصرين داخل مدينة حمص فقرّر عددٌ منهم بما في ذلك عبد الباسط الانضمام إلى مقاتلي الدولة الإسلامية.
مبايعة الساروت لداعش – والتي كانت بيعة قتال ضد بشار الأسد وليست طاعة – برّرها على أنها جاءت من أجل الحصول على المال والطعام خاصة أن الهيئات الثورية المختلفة تخلّت عن دعمها بالمال والسلاح؛ فضلًا عن شعوره بأن الجميع خذل المعارضة السورية. بالرغمِ من ذلك؛ رفضَ تنظيمُ داعش هذه المبايعة بعدما اعتبرها «غير كاملة». في أواخر أغسطس/ آب 2015؛ ظهر الساروت في فيديو جديد يُؤكدّ فيهِ عدم مبايعته لداعش ولا أي فصيل أو جبهة وأن هدفه الأساسي هو إسقاط نظام الأسد فقط ومع ذلك فهوَ لم يُخفِ رغبته في التعاون مع تلكَ التنظيمات في تلكَ المرحلة.

### جيش العزة
خرجَ الساروت رفقةَ مقاتليه في كتيبة شهداء البياضة إلى الدحديرة وهناك اشتبكوا مع عناصر من جبهة النصرة بعدما رفضوا تسليم أنفسهم لها ليُصدر أمرٌ باعتقال عبد الباسط الساروت الذي اضطرّ حينها إلى الذهاب إلى تركيا والعودة في وقتٍ لاحق ثمّ ما لبث وأن عُيِّن كقائدٍ ميدانيّ فِي جيش العزة المُتمركزِ في الشمال السوري. شاركَ الساروت معَ جيش العزة في عددٍ من المعارك كانَ آخرها المعارِك ضدّ النظام السوري وباقي الميليشيات المؤيّدة لهُ شمال حماة.

## وثائقيّات
يُعتبر فيلم العودة إلى حمص أحد أشهر الأفلام التي ركّزت على شخصية الساروت وتحوله كأبرز العناصر التي قادت الحراك السلمي إلى حمله السلاح وقيادة الثورة في مدينته حمص بعد قمع النظام للمظاهرات السلمية. شهرة الساروت لعبت دورًا مُهمًا في ظهورهِ في عددٍ من الأفلام الوثائقية القصيرة والطويلة الأخرى بما في ذلك الفيلم الوثائقي «حارس الثورة عبد الباسط الساروت» من إنتاج قناة أورينت.

## وَفاته

شاهدة قبر الساروت وعليها تاريخ ميلاده ووفاته.

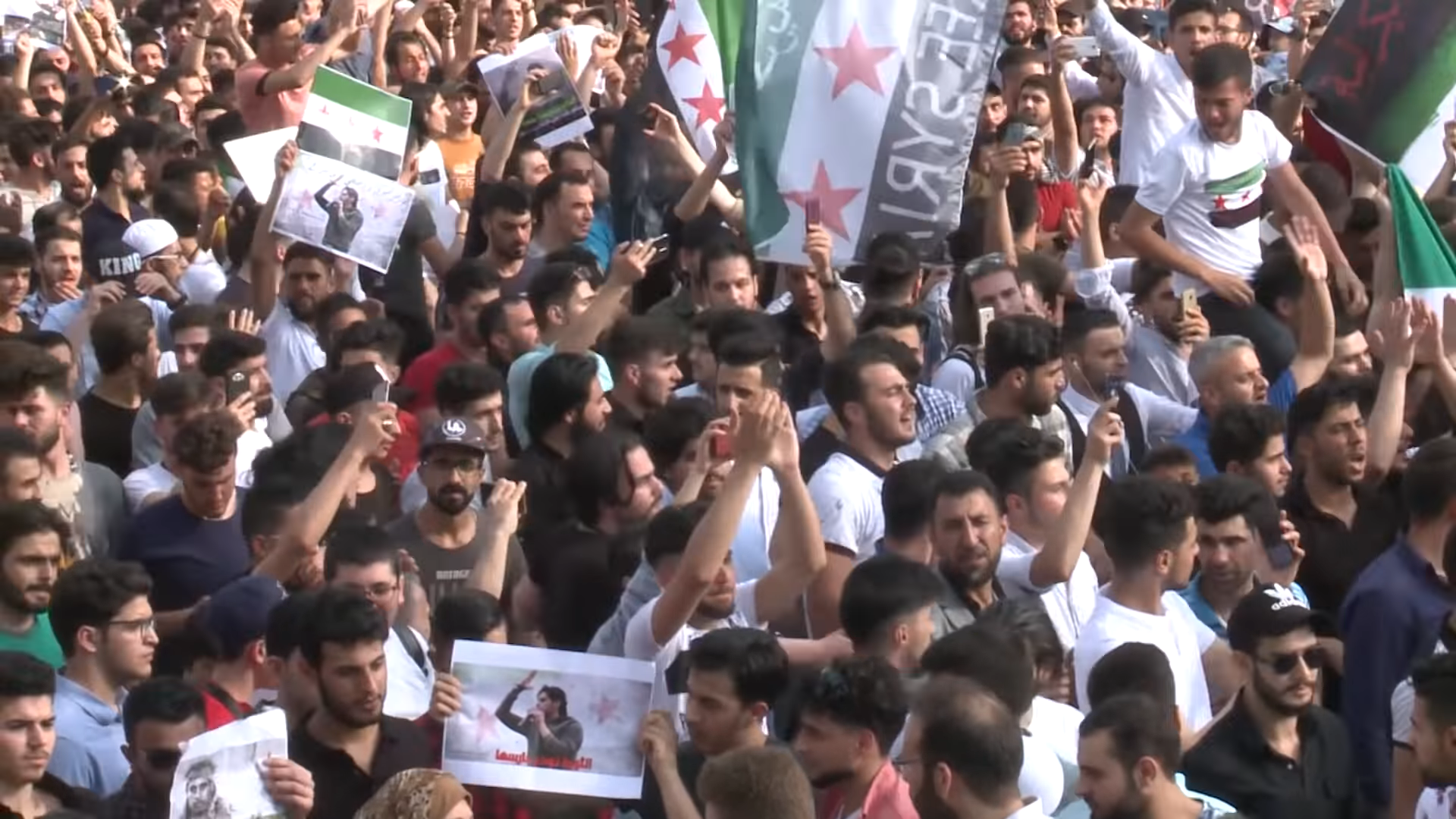
تظاهرة للمئات من أنصار الثورة السوريّة في التاسع من حزيران/يونيو 2019 في مسجد الفاتح بإستانبول بعد الصلاة على عبد الباسط الساروت

شاركَ الساروت في المعاركِ الدائرة شمال حماة بينَ فصائل المعارضة السوريّة والنظام باعتبارهِ أحد القادة العسكريين لجيش العزة. بحلول يوم الخميس الموافق للسادس من يونيو/حزيران ظهرَ الساروت في مقطع فيديو مصوّر يُطمئنِ فيهِ الشعب السوري ويؤكد على استمرار الثورة ضد النظام إلى حينِ «تحرير سوريا كاملة». سويعات بعد ذلك حتى أُعلن نبأ إصابة عبد الباسط خلال معركة السيطرة على قرية تل ملح بريف حماة الشمالي. في اليومِ الموالي ذكرَ المتحدث باسمِ جيش العزة أنّ حالة عبد الباسط الساروت مستقرة ويخضعُ حاليًا للعلاج بعدما كانَ قد نزفَ كثيرًا في وقتِ إصابته. تضاعفت حالة عبد الباسط فُنقل إلى تركيا لتلقي العلاج لكنّه فارقَ الحياة معَ ظهر يوم السبت الموافق للثامن من يونيو/حزيران عندَ قرابة الساعة الثانية عشر ظهرًا متأثرًا بالجراحِ التي كان قد أُصيب بها شمال حماة.
وصلَ جثمان الساروت إلى إدلب يوم الأحد الموافق للتاسع من يونيو/حزيران حيثُ استقبله عددٌ غفيرٌ منَ المشيعين عند معبر باب الهوى الحدودي وساروا خلفه في سياراتهم وعلى دراجاتهم وصولًا إلى بلدة الدانا في ريف إدلب الشمالي حيث ووري الثرى. وكانَ المشيعون قد حملوا جثمان الساروت على أكتافهم فيما حمل آخرون صور له ولعلم الثورة السوريّة مُرددين الأناشيد التي كان يُنشدها أثناءَ الثورة.

## روابط خارجية
- عبد الباسط الساروت على موقع قاعدة بيانات كرة القدم.إي يو (الإنجليزية)